# Malleastrum leroyi
Malleastrum leroyi là loài thực vật thuộc họ Xoan và là loài đặc hữu ở Seychelles.